# Stufa a fiamma inversa
La stufa a fiamma inversa, chiamata anche termostufa, è una stufa per il riscaldamento degli ambienti funzionante con la fiamma messa al rovescio e con le biomasse.

## Composizione
La stufa è composta da due vani con rispettive porte dotate di vetro: quello di sopra dove viene caricata e bruciata la legna e quello di sotto dove si vede la fiamma alta messa a testa in giù nel momento in cui la stufa è accesa. È dotata inoltre di un sistema di ventilazione forzata e di uno scarico per i fumi. Nella versione a tiraggio naturale invece, si escludono tutti quei componenti elettronici che necessitano di manutenzione. Alcuni modelli sono dotati anche di un vano per conservare la legna che non viene ancora bruciata.

## Funzionamento
Questa tecnica del fuoco fornisce dei valori ottimali per l'ambiente naturale. Il bilancio di energia risulta altissimo, grazie all'eccellente efficienza ed altissimo rendimento di questa stufa.

## Vantaggi e svantaggi

### Vantaggi
Il vantaggio principale è che le emissioni di polveri sottili sono scarse.